# Ilshofen
Ilshofen är en stad i Landkreis Schwäbisch Hall i regionen Heilbronn-Franken i Regierungsbezirk Stuttgart i förbundslandet Baden-Württemberg i Tyskland. De tidigare kommunerna  Eckartshausen, Obersteinach, Ruppertshofen och Unteraspach uppgick i Ilshofen mellan 1971 och 1975.
Staden ingår i kommunalförbundet Ilshofen-Vellberg tillsammans med staden Vellberg och kommunen Wolpertshausen.